# Samir (entreprise marocaine)
La Société anonyme marocaine de l'industrie du raffinage (nom originaire Société anonyme marocaine italienne de raffinage) ou SAMIR est une entreprise marocaine spécialisée dans le raffinage des produits pétroliers, située dans la ville de Mohammédia.
Elle est depuis 1961 la seule raffinerie du Maroc
Depuis sa privatisation controversée en 1997, elle est contrôlée par le groupe suédo-saoudien Corral Petroleum appartenant au milliardaire saoudien Mohammed al-Amoudi.
En août 2015, la Samir met fin à ses activités à cause de difficultés financières. Elle est déclarée en liquidation en juin 2016 ,.
L’entreprise, qui emploie 867 salariés à l’époque, a cumulé des dettes pour 45 milliards de dirhams, notamment envers la douane . C'est la plus spectaculaire faillite de l'histoire du Maroc indépendant .
Elle entraine un important feuilleton juridique et politique.

## Histoire

### Création et développements
En 1959, La SAMIR est créée par l'État marocain,sous le gouvernement de Abdellah Ibrahim représenté par le Bureau des études et des participations industrielles (BEPI) et l'Office italien des hydrocarbures (Ente Nazionale Idrocarburi (ENI) en joint-venture avec la compagnie AGIP.
La même année, commence la construction de la première unité de distillation de pétrole brut à Mohammedia d'une capacité de 1,25 million de tonnes par an.
La construction de la raffinerie est terminée en 1961.
La création de la SAMIR répond ainsi à une volonté politique d'émancipation de l'économie marocaine au lendemain de l'indépendance du pays. Ce projet a pu voir le jour notamment grâce à la volonté de l'industriel italien Enrico Mattei alors dirigeant de ENI, qui a offert un partenariat à 50/50, très différent des formes de concession normalement proposées par les grandes compagnies pétrolières européennes plus proches du 15/85.
La SAMIR est ainsi la seule raffinerie de pétrole au Maroc et une des principales raffineries d'Afrique.
La SAMIR a une capacité de raffinage de 10 millions de tonnes par an et une capacité de stockage supérieure à 2 millions de m2.
Bien que la SAMIR soit présentée comme le premier employeur de la ville de Mohammédia, l'entreprise a dû faire face à de nombreuses critiques à cause de la pollution atmosphérique et maritime causée par la raffinerie.
L'entreprise est aussi à l'initiative de plusieurs projets faisant la promotion de la ville comme le festival des Fleurs dont le budget est de 3,5 millions de DH (en 2008) est financé en grande partie par la SAMIR et l’ONE ou la réhabilitation du Parc de la ville de Mohammedia.

### Une privatisation très controversée
En 1997, l'entreprise est privatisée par l’État marocain sous le gouvernement de Abdellatif Filali.
C'est alors la plus importante privatisation menée au Maroc depuis 1993.
Le ministre des privatisations, Abderrahmane Saïdi, est un expert-comptable de formation.
Technocrate, il n'a jamais été élu et n'est membre de aucun parti politique.
Abderrahmane Saïdi va outrepasser la procédure prévue par la loi (Une Commission d’évaluation) et prendre la décision sans jamais engager le moindre débat au Parlement.
En juillet 2001, Abderrahmane Saïdi, le ministre qui a privatisé la Samir en 1997 est nommé Directeur général de la Samir.
Abraham Serfaty, ingénieur et opposant politique historique, dénonce un acte illégal et exige l'ouverture d'une enquête.

### La post-privatisation
En 2002, le siège de la Samir est ravagé par un terrible incendie .
Le 10 janvier 2013, la SAMIR obtient un emprunt international d’environ 200 M$.
En 2014, alors que la SAMIR appartient à hauteur de 67,27 % par l'industriel saoudien d’origine éthiopienne Mohammed Al Amoudi à travers sa filiale marocaine, Corral Holding Maroc, elle annonce plus de 3,4 milliards de DH de pertes.

### Une faillite spectaculaire
En août 2015, la SAMIR suspend une grande partie de ses activités et est dans une situation financière critique.
L’administration des douanes et impôts indirects initie une procédure de saisie pour recouvrer 13 milliards de dirhams d’impayés (plus d’un milliard d’euros) alors que le cours de Bourse, qui a déjà perdu 47 % de sa valeur depuis janvier 2015 est suspendu. Au total, la SAMIR affiche un endettement d’environ 40 milliards de dirhams.
En 21 mars 2016, le tribunal de commerce de Casablanca, se basant sur l'article 620 du code du commerce marocain, annonce la liquidation judiciaire de la SAMIR. Il autorise toutefois la société à continuer ses activités pendant trois mois. C'est la plus spectaculaire faillite de toute l'histoire du Maroc indépendant .
Le secteur bancaire marocain perd plusieurs milliards de dirhams et les principales banques du pays sont affectées.
Al Amoudi espère alors que le roi d’Arabie saoudite, Salmane ben Abdelaziz Al Saoud, alors en vacances d'été a Tanger, intervienne en sa faveur pour l'aider à éponger sa dette envers le gouvernement marocain (1,2 milliard d’euros). Le Roi lui ayant ordonné de rembourser ses dettes, en pleine tourmente, Mohammed Al Amoudi quitte le Royaume du Maroc, sans payer les salaires de 950 salariés.
Le 11 mai 2016, alors que l'unique raffinerie marocaine est à l’arrêt depuis août 2015, durant l’audience où le Tribunal doit décider de la liquidation définitive de la Samir ou de son redressement judiciaire, Mohamed El Amoudi promet d’apporter 680 millions de dollars de fonds propres pour éviter la liquidation judiciaire de la SAMIR[réf. nécessaire].
Le 1er juin 2016, en second ressort, les juges du tribunal de commerce de Casablanca annonce la liquidation judiciaire de la SAMIR, confirmant le verdict prononcé en mars 2016.

### Un feuilleton politique et judiciaire
En janvier 2017, le journaliste de Medias24  Abdelali El Hourri est interdit d’accès à l’audience de l’affaire la Samir qui s’est tenue le 30 janvier au tribunal de commerce de Casablanca.
Le principe de la publicité des débats est violée, ce qui soulève de graves questions sur le fonctionnement de la justice dans l'affaire .
Le premier syndic judiciaire, Mohamed El Krimi, a été remplacé en mai 2018, par Abdelkbir Safadi, à la suite de conflits avec les parties prenantes du dossier. Le 5 novembre 2018, la justice se prononce en faveur de l'extension de la liquidation aux patrimoines personnels de six des dirigeants de la Samir : 
| Nom                        | Titre                          |
| -------------------------- | ------------------------------ |
| Mohamed Houcine Al Amoudi  | PDG et actionnaire majoritaire |
| Jamal Mohamed Baamer       | Directeur Général              |
| Bassam Felix Odeh Aburdene | Administrateur                 |
| Jason T.Milazzo            | Administrateur                 |
| Lars Nelson                | Administrateur                 |
| George Salem               | Administrateur                 |

Par ce verdict, la Cour va ainsi dans le sens du rapport des liquidateurs judiciaires, qui pointent des fautes de gestion. En septembre 2019, le groupe émirati Petroen Engineering DMCC s’est offert une large campagne médiatique au Maroc, médiatisant son offre de rachat de la Samir à grands coups de publicités dans les journaux.
Le juge commissaire Aberrafii Bouhamria, chargé de la liquidation de la raffinerie, aurait reçu en effet une offre de 2,4 milliards de dollars – un montant qui correspond à l’évaluation des actifs de la raffinerie par l’expert local mandaté par le tribunal, qui a estimé le tout à 21 milliards de dirhams (2,12 milliards de dollars). Aucune décision n'est cependant prise.
Depuis 2021, près de 6 propositions de lois ont été déposées au parlement pour nationaliser la Samir, une option que le gouvernement a écarté . Selon le Ministre de l’Énergie Aziz Rabbah : « La reprise de la Samir par l’État n’est pas considérée comme une solution, car le marché est devenu libre à la concurrence des intervenants et le dossier est entre les mains de la justice».
En juillet 2024, Le Centre international pour le règlement des différends relatifs aux investissements, condamne le Maroc à payer 150 millions de dollars à Corral Petroleum Holdings.

### Points de vue sur la crise
Selon Abdelilah Benkirane, la privatisation de la Samir a été une grave erreur .
«Ils n’auraient pas dû confier un secteur aussi vital comme le pétrole à un étranger» affirme l'ancien chef du gouvernement.
Le Président du Conseil de la Concurrence, Driss Guerraoui, estime que l’État devrait rouvrir la Samir .
Dans une longue interview parue en 2018, Mohamed Benmoussa, économiste en chef de la CGEM, s'interroge sur le rôle de Aziz Akhannouch, président du RNI et propriétaire du distributeur de produits pétroliers Afriquia, dans ce dossier « au vu de ses positions en affaires et en politique ».
Ses déclarations suscitent la fureur de la direction de Afriquia, qui réplique via le journal Aujourdhui le Maroc, propriété de Akwa Group.

Selon Driss Benhima, ancien directeur de l'ONEE : 
"Si la Samir ne dispose pas d’une protection quelconque de son marché, alors je ne vois aucun inconvénient à ce qu’elle redémarre mais je ne crois pas que nous trouvions beaucoup de repreneurs si on ne leur donne pas un avantage de marché. (..) La capacité des réservoirs de stockage de la SAMIR est encore supérieure, malgré les investissements des cinq dernières années, à la totalité des stockages existants dans notre pays et il est utile de disposer de capacités importantes pour assurer la sécurité énergétique du pays, de permettre aux importateurs de mieux jouer sur la fluctuation des prix internationaux par des stocks de régularisation et enfin de créer des ressources importantes pour rembourser certaines dettes de l’entreprise et en particulier les dettes sociales
Pour l'économiste Najib Akesbi : 
"Si il est possible de récapituler les principaux épisodes de cet incroyable feuilleton de la privatisation de Samir, on dira qu’il a commencé, il y a un quart de siècle, par une cession qui n’a respecté ni la loi ni l’éthique encadrant une telle opération, puis il s’est poursuivi dans le reniement et le non-respect des engagements pris dans le cahier de charges, s’est ensuite enlisé dans la falsification des comptes, le surendettement et la distribution de bénéfices réels ou fictifs, pour finir dans les marécages d’une liquidation judiciaire équivoque et laissant le champ libre à de « nouveaux maîtres du marché » encore plus voraces. "

### Produits
- Propane
- Butane
- Super sans plomb
- Jet A1
- Naphta
- Gasoil 50 ppm
- Fuel oil
- Bitumes
- Paraffines
- Huile de base 150 NS
- Huile de base 300 NS
- Huile de base 600 NS
- Huile de base BSS

### Sites de production
La SAMIR exploite deux principaux sites au
 Maroc :
- Mohammédia : Raffinage du pétrole brut
- Sidi Kacem : Stockage des produits pétroliers.

 Suède :
- La SAMIR exploite également une raffinerie en Suède via un investissement du groupe saoudien Corral[25].